# Lee Sung-yeol
Lee Sung-yeol (en hangul, 이성열; en hanja, 李成烈; Yongin, Gyeonggi, 27 de agosto de 1991) es un cantante, actor y modelo surcoreano, conocido por ser integrante del grupo Infinite.

## Vida personal
Sungyeol nació en Yongin, Gyeonggi el 27 de agosto de 1991. Sungyeol es el sobrino de la actriz Yoon Yoo-sun.
Tiene un hermano menor que se llama Lee Dae-yeol, el cual trabaja también para la misma agencia, siendo el líder de Golden Child.
Se graduó de la universidad Daekyung el 15 de febrero de 2013 junto a Sungkyu, Dongwoo, Woohyun, Hoya y L.

## Carrera
Desde junio de 2021 es miembro de la agencia Management 2SANG. PreviamentefFue miembro de la agencia Woollim Entertainment de 2010 a marzo de 2021.
Es integrante del grupo surcoreano Infinite, el cual debutó en el 2010.

## Filmografía

### Series de televisión
| Año     | Título                            | Papel                              | Notas                   | Ref.                 |
| ------- | --------------------------------- | ---------------------------------- | ----------------------- | -------------------- |
| 2009    | Boys Over Flowers                 | Estudiante                         | Cameo                   |                      |
| 2009    | Good Job, Good Job                | Estudiante                         | Cameo                   |                      |
| 2009    | Jolly Widows                      | Estudiante                         | Cameo                   |                      |
| 2011    | While You Were Sleeping           | Yoon So-joon                       | Reparto                 | [ 5 ]                |
| 2011    | Welcome to Convenience Store      | Él mismo (voz)                     | Invitado                | [ 6 ]                |
| 2013    | Adolescence Medley                | Presidente del consejo estudiantil | Special drama, cameo    |                      |
| 2013    | Love for Ten: Generation of Youth | Jeong Gi-yeok                      | Serie web, protagonista |                      |
| 2014    | Hi! School-Love On                | Hwang Sung-yeol                    | Protagonista            | [ 7 ] [ 8 ]          |
| 2015    | D-Day                             | Ahn Dae-gil                        | Reparto                 | [ 9 ]                |
| 2017-18 | Love Returns                      | Hong Seok-pyo                      | Protagonista            | [ 10 ]               |
| 2021    | Time to Remember                  | Jung Woo-jin                       | Película y serie        | [ 11 ]               |
| 2023    | Numbers                           | Shim Hyung-woo                     |                         | [ 12 ]               |
| 2024-25 | El negocio familiar               | Choi Hyung-cheol                   | 36 capítulos            | [ 13 ] [ 14 ] [ 15 ] |

### Películas
- 0.0MHz (2018).[16]

### Programas de televisión
- Law of the Jungle in Panama (2016, miembro - ep. 200 - 202)
- Hello Counselor (2012, 2014, 2015, Invitado - ep. 56, 175, 233)
- Law of the Jungle in Caribbean/Maya Jungle (2013, miembro - ep. 71 - 80)